# Sapromyza shannoni
Sapromyza shannoni är en tvåvingeart som beskrevs av Malloch 1933. Sapromyza shannoni ingår i släktet Sapromyza och familjen lövflugor.
Artens utbredningsområde är Peru. Inga underarter finns listade i Catalogue of Life.